# ルイ・ジェラルダン
ルイ・ジェラルダン（Louis Gérardin、1912年8月12日 - 1982年5月23日）は、フランスの自転車競技（トラックレース）選手。ブローニュ＝ビヤンクール出身。

## 経歴
1930年に世界選手権自転車競技大会アマチュア部門のスクラッチ（現在の名称はスプリント。以下スプリントと表記）で優勝。翌1931年にプロ転向。しかし、プロ入り後は、ベルギーのジェフ・シェーレンの厚い壁が立ちはだかり、世界選手権のプロスプリントでは、シェーレンが1932年から1937年まで6連覇を達成したが、その間ジェラルダンは、2位1回、3位2回の成績に甘んじた。
第二次世界大戦後も現役を続け、悲願のプロスプリント世界一を目指したが、1947年にシェーレン、1948年にオランダのアリー・ファンフリートにそれぞれ決勝で敗れ、加えて、イギリスのレジナルド・ハリスがその後台頭したこともあり、ついに世界一は果たせなかった。しかし、スプリントの国際グランプリシリーズ、グランプリ・ド・パリでは3回（1939年、1941年、1943年）の優勝歴がある。
ジェラルダンは45歳の時に来日しているが、これは1957年にプロ・アマ統一団体となる日本自転車競技連盟の設立を記念とした『日仏プロ自転車競技大会』が開催されたことによるもので、ジェラルダンはフランスチームの監督兼主将として、11月上旬から1ヶ月間ほど日本の各競輪場を転戦することになった。その中では通常の自転車競技種目だけでなく、エキシビションとして実施された競輪競走にも自ら出走していたが、当時競輪選手以外の自転車選手が経験したことがなかった競輪に、外国人選手が出場した珍しいケースであり、後の競輪国際化における歴史の一ページとなっている。
また、この日仏プロ自転車競技会において、日本チームの監督であった加藤一と知り合い、のちに加藤が渡仏すると、その保証人になって画家としての成功に導いた。
日本での活躍を見せ帰国したジェラルダンは、1958年に自国のパリで行われた世界選手権自転車競技大会の開催を見届けた後、長い自転車競技生活にピリオドを打ち、以降はフランス自転車競技連盟のコーチとして後進の指導に当たっていたが、1982年に皮膚ガンの発生が元で死去。69歳。
生前の現役時代からプレイボーイとしても名をはせ、生涯独身を貫いたジェラルダンの亡骸は、彼の恋人が引取りを申し出て、所有していた敷地内の一角に墓を建立した。